# آچه (موجود افسانه‌ای)

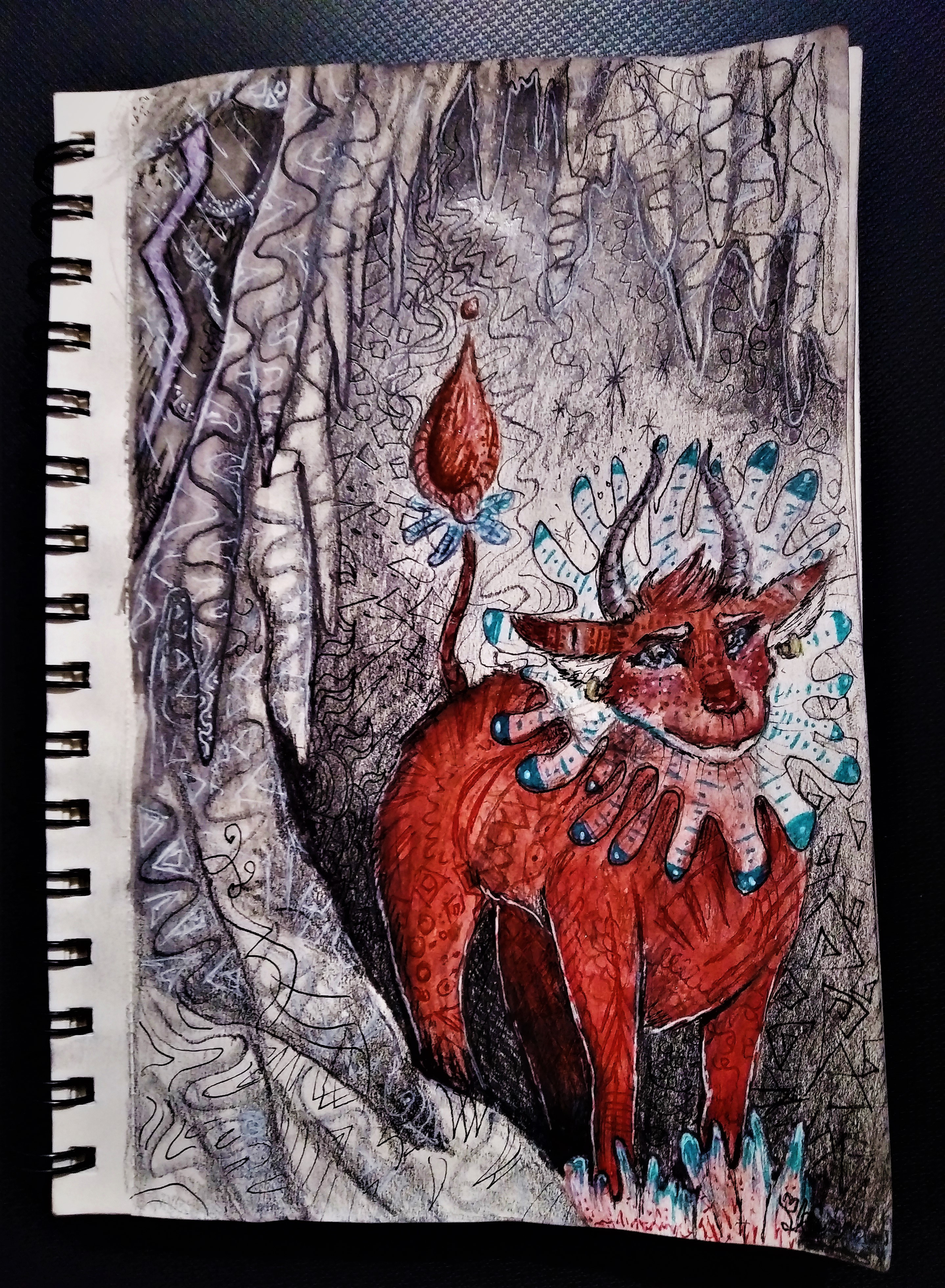
تصویر خیالی آچه از موجودات اساطیری مردم باسک

آچه (Aatxe) روحی در اساطیر عامیانهٔ مردم باسک است. نام او به معنای «گاو نر جوان» ترجمه شده‌است و گاهی اوقات با نام اتسای (Etsai) شناخته می‌شود. او ساکن غار است که به شکل یک گاو سرخ جوان در می‌آید اما از آنجایی که یک دگرپیکر است، گاهی شکل یک مرد را به خود می‌گیرد. در شب هنگام، بیشتر در هوای طوفانی، او از چاهی که کمین‌گاهش است بیرون می‌آید. او به جنایتکاران و افراد بدخواه حمله می‌کند. او همچنین با نگه‌داشتن مردم در خانه به هنگام خطر، از آنها محافظت می‌کند.
نظریه پردازان معتقدند که او نماینده الهه «ماری» است یا ممکن است مجری اراده او باشد تا افرادی را که به او خیانت می‌کنند را مجازات کند. اعتقاد بر این است که آچی در غارها و حفره‌های سکونت دارد. در بسیاری از حکاکی‌ها و نقاشی‌ها، تصاویری از گاوهای قرمز رنگ یافت شده‌است. این بدان معناست که این اسطورهٔ باسکی ریشه در باورهای انسان‌های اولیه دارد.

## در فرهنگ عامه
آچی به عنوان نام هیولای سایه‌ای شاخدار در بازی گلد وارز انتخاب شد.
در تاریخ ۱۲ دسامبر ۲۰۱۴، آچی به شخصیت‌های بازی محبوب دیسکو باغ‌وحش اضافه شد.